# Antoine Froment
Antoine Froment (ur. w 1508 w Mens, zm. 1581 w Genewie) – francuski protestancki reformator religijny. Brał udział we wprowadzeniu i utwierdzeniu reformacji w Genewie, wespół z  Wilhelmem Farelem i Janem Kalwinem. Jego rola w tym dziele jest jednak znacznie mniejsza niż w przypadku Kalwina i Farela.
Fromet urodził się w Mens, we Francji, gdzie otrzymał typowe chrześcijańskie wykształcenie. Przez kilka lat pełnił funkcję diakona w mieście nieopodal Genewy, aby w wieku 33 lat zostać pastorem. Wraz ze swoją żoną Marie Dentière aktywnie uczestniczył w życiu kościoła genewskiego, pomimo iż mieszkał poza miastem. Podobnie jak jej mąż Dentière pełniła rolę gorliwej reformatorki i teologa. 
Po obaleniu przez lud genewski księcia Karola Dobrego w roku 1533, liderzy protestanccy prędko przeciągnęli mieszkańców miasta na stronę reformacji. Dzięki perswazjom Farela, przy współudziale Fromenta rząd genewski poparł reformację w 1536 roku. Zarówno Farel jak i Forment mieli pełne poparcie miasta Berna.
Przebywając w Genewie Froment założył szkołę oferując darmową naukę pisania i czytania w języku francuskim, korzystając z okazji wykładał również swoje nauki na otwartym forum. Początkowo spotkało się to z niechęcią ze strony mieszkańców, a jedno z jego kazań zostało przerwane przez duchownego katolickiego, natomiast Froment zmuszony był ratować się ucieczką. 
Powracał jednak do miasta, wielokrotnie i w potajemnie wspomagając swych towarzyszy w dziele reformacji. Jego miejsce zajął w późniejszym czasie Pierre Viret.
Około roku 1540 jego działalność w kościele uległa wyraźnej redukcji, w tym samym czasie otworzył mały sklep. W późniejszym czasie stosunki między Fromentem a Kalwinem i Farelem ulegają stopniowemu ochłodzeniu. Zwłaszcza jego zaangażowanie w handel nieomal dyskredytuje go w oczach Kalwina, który krytykuje go za to, że tego samego dnia potrafi wygłaszać kazania, aby później udać się za ladę swego sklepu. 
W 1548 Froment ponownie zostaje zmuszony do ucieczki z miasta po wygłoszeniu płomiennego kazania, w który krytykuje lokalnych reformatorów za brak gorliwości i czerpanie zysków z pełnionych urzędów. 
Wraz z Bonivardem napisał Kronikę Republiki - jedno z największych osiągnięć w życiu Fromenta. Przez następną dekadę Froment pełni funkcję notariusza, aż do roku 1561 kiedy ożenił się po raz drugi, po śmierci swojej pierwszej żony. Został skazany za cudzołóstwo ze służącą i osadzony w więzieniu na dziesięć lat. W uznaniu za zasługi dla reformacji pozwolono mu pozostać w mieście, gdzie żył po wyjściu z więzienia pełniąc funkcję notariusza aż do swojej śmierci. 